# Linia kolejowa nr 186
Linia kolejowa nr 186 – pierwszorzędna, jednotorowa linia kolejowa łącząca stację Zawiercie ze stacją Dąbrowa Górnicza Ząbkowice. Otwarta została w 1970 roku, a rok później została zelektryfikowana. Prędkość maksymalna na większości długości linii wynosi 80 km/h